# Dobbewijk-Zuid
Dobbewijk-Zuid is een woonbuurt in de Nederlandse stad Leiden, die deel uitmaakt van wijk Stevenshof.